# مزهرية إينتمينا
مزهرية إنتيمينا هو إناء ثلاثي الأرجل مصنوع من الفضة، وسُمّي نسبةً إلى إنتيمينا، حاكم لكش.

## اكتشاف
عُثر على الإناء إنتيمينا في تللو عام 1888 في موقع مدينة شيربولا القديمة بوسطة إرنست دي سارزك. تبرع به إلى متحف اللوفر من قبل السلطان عبد الحميد الثاني في عام 1896، ويُعتقد أنه من أقدم الأمثلة الباقية على النقش على المعدن.

## تاريخ
يُعتقد أن هذا الإناء يعود تاريخه إلى قرابة عام 2400 قبل الميلاد. ويُرجح أن الإناء مُهدى إلى إله الحرب نينجيرسو.

## التصميم
أرجل الإناء مصنوعة من النحاس. وعلى سطح الإناء، نُقش صورة خفيفة لأنزو، النسر برأس أسد، وهو يمسك باثنين من الأسود بمخالبه.

## وصف
في عام 1910، وصف ليونارد ويليام كينغ هذا الإناء بأنه "أروع مثال على الأعمال المعدنية السومرية التي اكتشافها حتى الآن".

## روابط خارجية
- مزهرية مصنوعة من إنتيمينا، ملك لجش، أو ديو نينجيرسو – متحف اللوفر